# CoreMedia
CoreMedia AG is een Duits softwarebedrijf dat standaardsoftware voor Digital Rights Management en Enterprise Content Management Systemen aanbiedt.
De in Hamburg gevestigde firma heeft ca. 130 medewerkers in dienst en beschikt over vestigingen in Londen, New York, Oslo en Singapore. De onderneming is in 1996 onder de naam Higher Order door Sören Stamer (tegenwoordig bestuursvoorzitter van de AG), prof. Joachim W. Schmidt (tegenwoordig president-commissaris), prof. Florian Matthes en Andreas Gawecki als spin-off van de Universiteit Hamburg opgericht. De AG is niet aan de beurs genoteerd. De omzet van de onderneming bedroeg volgens eigen verklaring in het boekjaar 2004/2005 circa. 15 mil. euro. De grootste investeerders zijn Equitrust, Setubal (M. M. Warburg & CO), tbg en T-Venture.

## Producten
De CoreMedia AG begon aanvankelijk met de verkoop van een Content Management Systeem. In de afgelopen jaren zijn daar producten op het gebied van Digital Rights Management bijgekomen. Het CoreMedia CMS is een van de marktleiders in Europa, op het gebied van mobiel DRM is CoreMedia DRM volgens eigen verklaring wereldmarktleider.

### CoreMedia CMS
Het product CoreMedia CMS is een Enterprise Content Management Systeem dat wordt gebruikt bij veelvuldig bezochte websites. De software is in Java geprogrammeerd en volgens fabrikantgegevens naar wens technisch (verschillende servers) en inhoudelijk (meertalige of inhoudelijk verschillende domeinen) schaalbaar en ook geschikt voor Multi-Channel-levering. De onderneming maakt vooral reclame met de gebruiksvriendelijkheid en de rendabiliteit van de software. De grootste klanten zijn Bertelsmann, bild.de, Continental, de Deutsche Telekom inclusief het portaal www.t-online.de (T-Online), dpa en o2 (Duitsland). Bovendien is CoreMedia CMS door de Duitse regering tot standaard-CMS voor de federale overheid verklaard en is de kerncomponent van het in federale instituties en instituties van deelstaten wijdverbreide Government Site Builder.

### CoreMedia DRM
Het product CoreMedia DRM omvat een reeks componenten die voor een complete afhandeling van beschermde digitale distributie van gegevens nodig zijn. CoreMedia DRM is gebaseerd op de industriestandaards OMA DRM 1.0, 2.0 en Windows DRM. Naast het complete DRM-platform zijn ook afzonderlijke componenten als de CoreMedia DRM Packaging Server (voor het genereren van bestanden zonder toegangsrechten en hun codering), de CoreMedia DRM ROAP Server (voor de opstelling van rechten, inclusief kenmerken als superdistributie) en de CoreMedia DRM Client (voor het distribueren van bestanden naar alle mobiele telefoons en pc's) verkrijgbaar. De grootste klanten op het gebied van DRM zijn volgens de fabrikant Musicload, Nokia, Turkcell, VIVO en Vodafone.